# Società Hockey Paolo Bonomi
L'Associazione Sportiva Dilettantistica SH Paolo Bonomi,  affiliata alla Federazione Italiana Hockey, promuove la pratica e l'insegnamento dell'hockey su prato a Castello d'Agogna. La squadra senior, attuale detentrice della Coppa Italia, milita nel campionato nazionale di serie A1 maschile.

## Storia

### La nascita dell'hockey in Lomellina
In Lomellina l'hockey su prato nacque a Vigevano grazie ad un disguido burocratico: in viale Montegrappa c'era lo stabilimento della Gea, che agli inizi degli anni sessanta aveva necessità di ampliamento, ma la concessione edilizia non arrivò e sul quel campo il quindicenne Paolo Bonomi ed un gruppo di amici cominciarono a giocare ad hockey con bastoni rudimentali. Per saperne di più il gruppo di ragazzi si recò a Novara dove esisteva già una squadra, l'H.C. Novara, che disputava un regolare campionato. Qui i giovani pionieri fecero conoscenza con Giancarlo Bianucci che si prese a cuore la storia dei ragazzi vigevanesi. Il 1963 fu l'anno di fondazione della prima squadra di hockey, l'H.C.Tre Elle Vigevano. Dopo qualche anno di pratica arrivò la promozione in serie C e nel 1969 la promozione in serie B. In occasione delle finali promozione a Firenze, Paolo Bonomi ingaggiò uno dei migliori giocatori al mondo, Sunder Singh. Il fuoriclasse indiano diventò una bandiera dell'hockey lomellino. Nella stagione '70-'71 la società vigevanese stravinse il campionato di serie B e conquistò la promozione in serie A.

Paolo Bonomi

### I successi degli anni '70
Con l'approdo nella massima serie arrivò la sponsorizzazione Co.Ge.Ca, nome che per sempre verrà ricordato nel mondo dell'hockey su prato italiano ed europeo. Il presidente Paolo Bonomi portò in Lomellina un secondo fuoriclasse indiano, Rajvinder Singh, fresco capocannoniere dei mondiali di Barcellona, appena diciottenne. A maggio, al Velodromo Olimpico di Roma, il neopromosso Co.Ge.Ca Vigevano era campione d'Italia. Fu il massimo risultato ottenuto in uno sport di squadra da una formazione pavese. Il Co.Ge.Ca non si limitò al campionato e conquistò anche la Coppa Italia. La squadra venne rinforzata con l'arrivo di Antonio Grivel, capitano della nazionale azzurra. A gennaio del 1973 i bianco-verdi conquistarono il titolo indoor a Genova, Paolo Bonomi venne eletto all'unanimità vicepresidente della neonata FIHP (all'età di 27 anni). A maggio a Francoforte il Co.Ge.Ca partecipò alla Coppa dei Campioni e si piazzò all'undicesimo posto. L'infortunio di Sunder al termine della prima gara contro i tedeschi del Colonia (i vigevanesi stavano vincendo 4-1) segnò notevolmente l'andamento di quella partecipazione in Coppa Campioni.
Il Co.Ge.Ca non era soltanto una squadra ma un vero proprio club, con un immenso settore giovanile ed un seguito incredibile di pubblico. Una società tra le più organizzate dell'hockey europeo, senza eguali in Italia. Nel dicembre 1974 la prematura scomparsa di Paolo Bonomi lasciò un vuoto incolmabile non solo nella sua società ma in tutto l'ambiente sportivo ed in particolare in quello hockeystico italiano. Negli anni '75-'76 il Co.Ge.Ca fu sempre nelle prime posizioni nella massima serie. La presidenza del sodalizio venne assunta dalla mamma di Paolo, la signora Elda nel 1976 e la sede fu spostata a Castello d'Agogna dove venne creato un centro sportivo avveniristico, indiscutibilmente il migliore in Italia: un palazzetto dello sport esclusivamente per l'attività indoor e due campi in erba. In quell'anno arrivò anche il secondo trionfo in Coppa Italia. Nel 1977 la società cambiò nome e diventò S.H. Gea Bonomi. Arrivò un altro indiano, Ram Murty, che con Sunder e Raj formò il trio delle meraviglie. Nel 1979 i tempi erano maturi per la conquista del secondo scudetto. La squadra fu rinforzata con l'arrivo di Carlo Augusto Murgia, fluidificante della nazionale italiana. A maggio nel campo di Castello d'Agogna arrivò puntuale il secondo titolo italiano dopo un predominio assoluto durante tutto il campionato.

### Il declino degli anni '80 e la rifondazione negli anni 2000
Nel 1980 la Gea Bonomi ospitò le fasi di qualificazione alla Coppa dei Campioni. Un pareggio (1-1) contro i Rock Gunners (Gibilterra) ed una vittoria (1-0) contro lo Spartak Subotica (Jugoslavia) non bastarono ai lomellini per centrare l'obiettivo delle finali a Barcellona. Dopo altre 3 stagioni sempre tra le prime posizioni iniziò il declino. La stagione 1984/85 segnò l'ultima annata del glorioso sodalizio bianco-verde che, per volere del suo presidente Elda Bonomi, cessò l'attività. Molti dei giocatori si trasferirono nei Lyons Mortara, squadra fondata alcuni anni prima da Piero Nabarro, vecchia gloria della Co.Ge.Ca e grande amico di Paolo Bonomi. I risultati ottenuti furono esaltanti ma l'avvento dei campi in sintetico non permise il futuro di questa società.
Nel 2002 Antonio Grivel, spinto da suo figlio William e da Marco Castoldi, ex portiere delle giovanili della Gea Bonomi, radunò alcuni ex giocatori. Dopo una breve riunione nacque o meglio, rinacque la SH PAOLO BONOMI. Tra mille difficoltà, prima tra tutte non disporre di un campo in erba sintetica, i nuovi pionieri dell'hockey lomellino ricominciarono a giocare, alcuni di loro dopo 15 anni di inattività. Sotto la guida di Silvio Nabarro (2 volte campione d'Italia) i ragazzi conclusero le prime due stagioni migliorandosi partita dopo partita. Nella stagione 2004-2005, terzo anno dopo la rifondazione, la SH Paolo Bonomi targata AWS Corriere Espresso fu una delle protagoniste del girone A di Serie B, creò un settore giovanile con una squadra under 12 ed una under 14, ed iniziò a promuovere l'attività hockeystica presso diversi istituti scolastici lomellini. L'italo-argentino Omar Decataldo, scoperto e lanciato dalla società bianco-verde, fu il capocannoniere del torneo con 15 reti. Nel 2005 la società nominò un nuovo presidente, Renato Biolcati, bandiera dell'hockey lomellino e migliore amico di Paolo Bonomi. Il nuovo presidente portò grandi ambizioni ed a Castello d'Agogna sbarcarono altri due argentini: Alejandro Dellamea e Miguel Angel Juarez. Dopo una stagione esaltante i ragazzi chiusero al 2º posto dietro al Rassemblement Torino, unica squadra in grado di battere i lomellini durante tutto il torneo. Memorabile l'ultima gara di campionato, proprio in casa dei torinesi, terminata 3-2 per i padroni di casa con gli infortuni di Juarez e William Grivel a parziale giustificazione di una sconfitta immeritata. Nonostante il secondo posto la squadra ottenne la possibilità di giocare i playoff promozione a causa della rinuncia del Rassemblement. A Catania, sede dei playoff, la squadra fece i conti con l'assenza di molti protagonisti della stagione appena conclusasi, su tutti Juarez e Ciaramella. Il sogno di promozione in A2 era solo rimandato. Nella stagione 2006/2007 la AWS Paolo Bonomi si presentò ai nastri di partenza come la squadra più forte della serie B. Sotto la guida di Roberto Mazzini, dopo un campionato perfetto, conquistò a Genova la promozione in serie A2. Uno dei principali artefici del successo bianco-verde fu senza dubbio il fenomeno nippo-argentino Andres Shiroma Takesi.

### La risalita in Serie A
A Castello d'Agogna iniziarono i lavori di costruzione del campo sintetico che però non fu terminato in tempo per iniziare la prima stagione in serie A2. La compagnia di mediazione creditizia PiùUnica, guidata da Lorenzo Franco e Carlo Chidini, credette nel progetto-hockey diventando il main-sponsor della società che assunse il nome di PiùUnica P. Bonomi. La squadra giocò il girone d'andata a Novara, quello di ritorno a Cernusco. Il parco giocatori fu in continuo cambiamento. Arrivarono a settembre gli spagnoli Segui e Rafales Paz con l'italo-argentino Abratte. A fine ottobre approdò in bianco-verde anche il torinese Diego Robert Degano, ex nazionale. Nella pausa invernale la dirigenza sostituì Abratte e Segui con l'italo-argentino Biagioli e con il fuoriclasse argentino Fernando Moresi. La squadra si salvò con due giornate di anticipo centrando l'obiettivo di inizio stagione.
Nel luglio 2008 la società cambiò presidente, Renato Biolcati lasciò la poltrona a William Grivel, bandiera del club. Fu eletto vicepresidente Giulio Parino, ex giocatore delle giovanili della Gea Bonomi. A settembre venne inaugurato a Castello d'Agogna il nuovo campo comunale in erba sintetica al posto del campo dove 29 anni prima la Gea Bonomi vinse l'ultimo titolo. Dall'Argentina arrivarono Martin Zalatel ed il giovanissimo Julian Montone, dal CUS Torino "Kuba" Mysliwiec e dalla Moncalvese Massimo Rampone. La squadra chiuse la prima parte della stagione al 3º posto senza subire sconfitte. A novembre William Grivel venne eletto Consigliere Federale della Federazione Italiana Hockey e lasciò il posto di Presidente a Parino. La società voleva fortemente la serie A1 e dall'Argentina arrivarono a marzo il "Tano" Diego Tanuscio e Juan Montone (fratello di Julian). La seconda parte del campionato fu un dominio bianco-verde e grazie ai gol di Tanuscio ed allo spirito di squadra di un gruppo fantastico, il 23 maggio 2009, davanti a più di 700 spettatori, la PiùUnica P.Bonomi conquistò la promozione battendo 4-2 la Superba Genova e chiudendo il campionato senza sconfitte.
Per la serie A1 la squadra subì un restyling. Dalla Superba arrivò il portiere Simone Siri, da Torino Domenico Chiricosta ed il tedesco Marcel Natterman, dalla Sardegna Gabriele Murgia e Stefano Angius, dall'Australia Zak Filliponi, dall'Argentina il giovanissimo Ronan Casella e l'ex Ernesto Abratte. Il campionato iniziò male e dopo una sola vittoria in 6 gare la dirigenza passò la guida tecnica della squadra a William Grivel. L'esordio del nuovo tecnico combaciò con la vittoria casalinga contro la blasonata e pluriscudettata H.C. Roma. Nel girone di ritorno la rosa cambiò di nuovo: via gli argentini e l'australiano per il tedesco Niklas Rommel e l'inglese John Bryan. La "volpe del deserto" deliziò i tifosi bianco-verdi soltanto per tre gare mentre l'inglese si rivelò un giocatore fondamentale per la conquista della salvezza finale. La PiùUnica vinse il derby lombardo contro Cernusco con un perentorio 3-0 e la gara dopo rifilò un tennistico 6-1 alla sorpresa Butterfly Roma. La rimonta in classifica fu strepitosa ed all'ultima giornata di campionato, battendo il CUS Catania 2-0 con una doppietta di Angius, i bianco-verdi ottennero la salvezza ai danni di Amsicora e Villafranca.
Nell'estate 2010 William Grivel torna a fare il D.G. ed ingaggia l'uscente tecnico della Nazionale Italiana under 21, Riccardo Biasetton. In bianco-verde arrivano i giovani genovesi Fabio Tollini e Filippo Durante, gli italo-argentini Carlos Abrahin dal Savona, Maxi Pinto dal Novara e Diego Torres da Tucuman. La squadra parte male subendo una brutta sconfitta a Cernusco ma si riprende subito fermando l'HC Bra in casa e vincendo in Sicilia contro il Catania. Una serie di infortuni pare poter penalizzare i bianco-verdi ma i giovanissimi Stefano Sozzi e Marco Sposato non fanno rimpiangere i titolari. Alla fine del girone di andata la squadra è a sole 5 lunghezze dai playoff. A marzo arrivano il difensore argentino German Eguizabal e la punta italo-argentina Ignacio Salas. Nella seconda parte del campionato la squadra è un rullo compressore e rimedia soltanto due sconfitte esterne contro Bra e Suelli. Nella penultima gara di campionato, davanti al folto pubblico locale, con un perentorio 7-2 contro l'HC Bondeno la PiùUnica conquista l'accesso matematico ai playoff-scudetto di Suelli. In Sardegna i ragazzi di Biasetton giocano alla pari contro i Campioni d'Italia dell'HC Roma che riescono ad avere la meglio soltanto dopo aver sbloccato il risultato grazie ad un rigore molto dubbio. L'indomani i romani vinceranno meritatamente il titolo rifilando un sonoro 5-1 al HC Bra mentre i Lomellini chiuderanno al 4º posto sconfitti 4-2 dai padroni di casa del HC Suelli.
La stagione 2011-2012 vede l'arrivo dei giovani portieri Francesco Padovani dal Novara e Angelo Carrozzo da Torre Santa Susanna. Partono Abrahin, Torres e Salas ed arrivano dall'Argentina Antonelli, Guastalli e Flores ma solo quest'ultimo verrà confermato per tutta la stagione. La PiùUnica chiude in piena zona retrocessione il girone di andata ma nel girone di ritorno, grazie anche agli innesti dello spagnolo Oriol Malgosa e dell'italo-argentino De Lorenzi ottiene la salvezza. Nella Final Eight di Coppa Italia a Roma, i ragazzi di Biasetton stupiscono tutti vincendo 5-2 contro l'HC Suelli e 2-1 contro H.C. Tevere. Nell'ultima gara del girone, già matematicamente qualificati per la finale, i lomellini perdono contro l'Hc Roma. Domenica 3 giugno 2012 l'Hc Bra si impone 3-1 negando ai lomellini il primo trionfo nazionale della nuova era. 
Francesco Padovani viene premiato miglior portiere della manifestazione. Nonostante, l'HC Bra abbia vinto Campionato e Coppa, la PiùUnica non ottiene il pass europeo. Purtroppo pochi mesi prima la FIH aveva cambiato perché le regole premiando, in caso di vittoria di campionato e coppa da parte della stessa società, la seconda classificata in campionato (HC Suelli). 
Nel campionato indoor, guidata da William Grivel, la squadra ottiene la promozione in serie A al termine di una stagione senza sconfitte. La squadra è composta da molti giovani e per la maggior parte da giocatori nati nel vivaio lomellino. Dopo i primi concentramenti la squadra accede alle finali promozione. Nel concentramento finale i lomellini concludono al primo posto a pari merito con l'S.G. Amsicora ma, per miglior differenza reti, conquistano meritatamente e da imbattuti la serie A.
Nel 2012-2013 i lomellini perdono Gabriele Murgia che rientra all'Amsicora diventando il protagonista assoluto dello scudetto sardo. In lomellina arrivano l'attaccante egiziano Farouk Hanafy, l'italo argentino Alvarez, il pisano Michele Colella, il bolognese Luca Tamburini e di nuovo il genovese Filippo Durante. Nella seconda parte della stagione arriva anche l'italo argentino Gonzalo Ursone. La squadra chiude al 5º posto ed accede ai play-off qualificazione per la coppa Europa. I lomellini sono stati i primi a battere i “cannibali” dell'HC Bra (2-1 a Castello d'Agogna all'andata) che non perdevano una gara da 2 stagioni. A Cagliari nel torneo “Road to Europe” la strada verso l'Europa è sbarrata di nuovo dall'HC Bra.
Nell'indoor la squadra guidata da Biasetton gioca bene ma paga la poca esperienza e soprattutto gli infortuni dei due tedeschi Natterman e Rommel. La società organizza con successo le finali nazionali al PalaGuglieri di Mortara. Purtroppo davanti al pubblico amico i ragazzi cedono prima alla Moncalvese e poi al Villafranca retrocedendo. La delusione in casa Bonomi dura poco perché a distanza di quindici giorni la squadra juniores (under 20) vince il titolo italiano indoor al PalaBonomi di Castello d'Agogna. Gli stessi Juniores conquistano il 3º posto assoluto su prato perdendo lo scudetto solo nell'ultima gara contro l'HC Roma.
Nel 2013-2014 termina la partenership con la rete di mediazione creditizia PiùUnica e subentra lo sponsor CGR. Riccardo Biasetton viene ingaggiato dalla Nazionale Italiana e la guida tecnica viene affidata ad Alejandro Dellamea nella doppia veste giocatore-allenatore, coadiuvato da William Grivel. Arrivano da Cernusco i giovani Stefano Muscella, Luca Favalli e Matteo Forani. È un anno difficile per la società che stenta a recuperare fondi e mette in campo numerosi giovani supportati dell'aiuto di stranieri “di passaggio”. Giocano alcune partite il ceco Petr Bodnar e l'olandese De Coo, ma sono Michael Shoevers e Cristian De Wit i due unici elementi in grado di dare qualità alla squadra. Dopo un girone d'andata in ombra, nel ritorno la squadra conquista la salvezza. L'esperienza maturata in serie A1 permette alla juniores (under 21) di vincere il titolo italiano. Le formazioni under 17 e 14 si laureano vice-campioni d'Italia. Di fatto la S.H. Paolo Bonomi è la società con il settore giovanile migliore d'Italia.
Nel 2014-2015 Alejandro Dellamea appende il bastone al chiodo e passa a fare il coach a tempo pieno. La giovanissima CGR Bonomi schiera in campo i suoi giovani campioni d'Italia supportati dall'esperienza di Eguizabal, Ursone, Natterman (di ritorno dopo un anno in Argentina), Angius e dello spagnolo Arol Artigas. La conquista dei playoff svanisce solo all'ultima giornata. La squadra juniores (under 21), sul sintetico di casa conquista il secondo titolo italiano consecutivo mentre gli allievi (under 17) il terzo posto assoluto.

## Palmarès

### Competizioni nazionali
- Scudetto: 2

1972, 1979
- Coppa Italia: 3

1973, 1976, 2019
- Scudetto indoor: 1

1973

### Competizioni giovanili
- Campionato italiano Under-21: 2

2014, 2015
- Campionato italiano indoor Under-20: 1

2013